# Microserica feae
Microserica feae är en skalbaggsart som beskrevs av Brenske 1898. Microserica feae ingår i släktet Microserica och familjen Melolonthidae. Inga underarter finns listade i Catalogue of Life.